# Encyklopedie dějin města Brna
Encyklopedie dějin města Brna – czeska encyklopedia poruszająca tematy związane z Brnem, dostępna w formie serwisu internetowego. Projekt gromadzi informacje z różnych dziedzin historii Brna, takich jak osobistości, wydarzenia, ulice, szkoły, tablice pamiątkowe itp.
W przyszłości planowane jest dodanie innych obszarów tematycznych, a także wersji obcojęzycznej. W 2014 r. baza serwisu zawierała ponad 49 tys. zapisów historycznych oraz 16 tys. zdjęć.
Encyklopedia została uruchomiona 13 maja 2004 roku.